# Iglesia de Santa María de la Varga
La iglesia de Santa María de la Varga es un templo católico en ruinas y actual cementerio de Uceda (Guadalajara, España). Se sitúa en el extremo poniente del pueblo y en el borde de la denominada meseta de la Enebrada, junto a los restos del castillo.
Es Bien de Interés Cultural desde 1999.

## Descripción
Se construyó en la primera mitad del siglo XIII siguiendo una traza románica, aunque en la traza de su arquería se percibe la influencia del gótico. En el siglo XVIII, durante el barroco, sufrió una reforma destacable en el absidiolo meridional.
Posee una planta cuadrada de pequeñas dimensiones, dividida en tres naves, rematada en su cabecera por un ábside semicircular y dos absidiolos. Toda la obra está realizada en sillería de caliza procedente de una cantera próxima al monasterio de Bonaval, en Retiendas.
El acceso principal se abre en el lateral meridional; está compuesto por seis arcos que cargan a cada lado sobre otras tantas columnillas adosadas, de fuste cilíndrico y sencillos capiteles. Un segundo acceso se abre a pies de la nave. Los elementos arquitectónicos que quedan en pie son los muros verticales de poniente y mediodía hasta la altura de la cubierta, las cabeceras de las tres naves con sus respectivos arcos triunfales que se abrían a las naves, y falta el muro vertical norte y la cubierta de las naves.

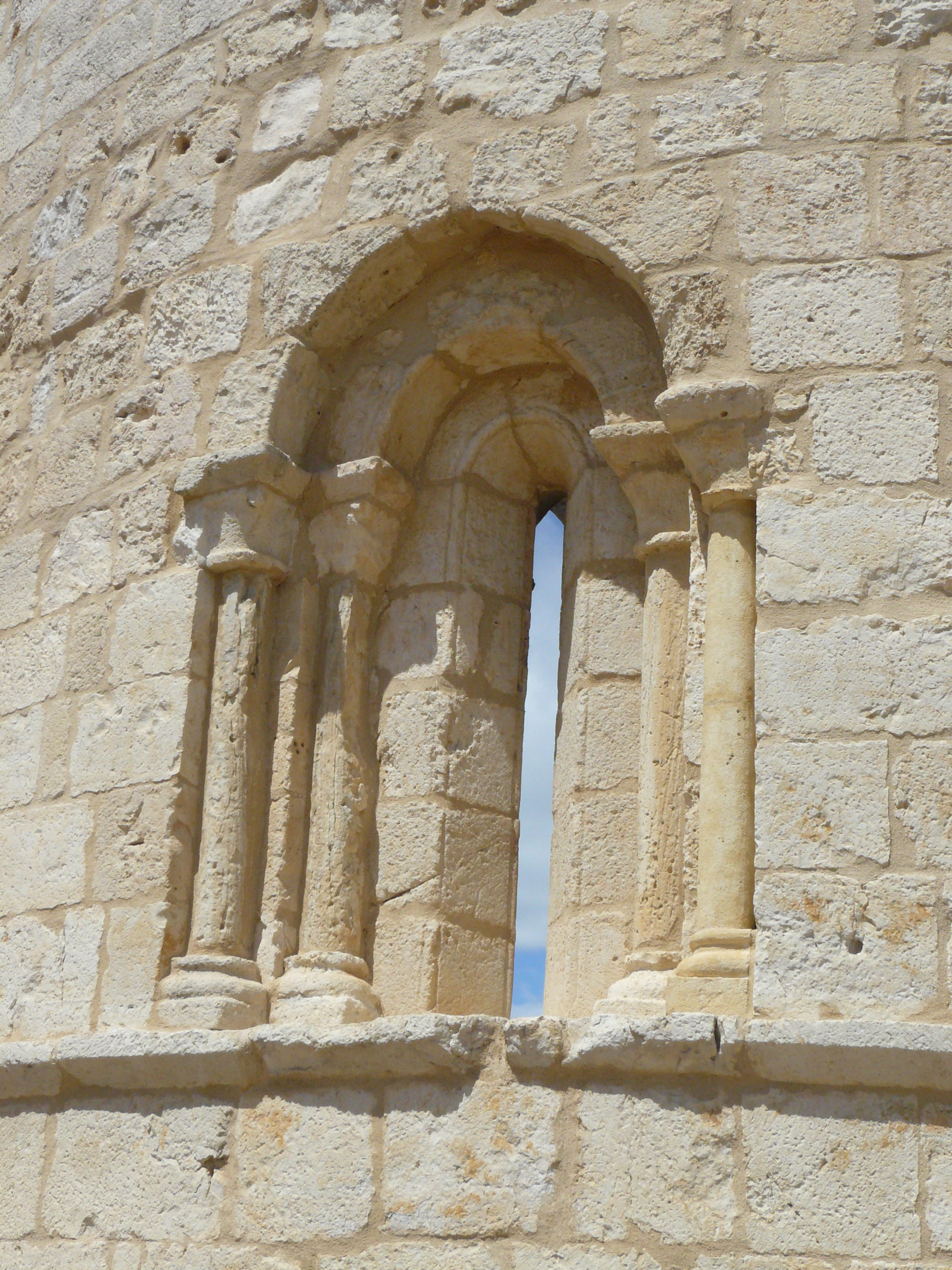
Detalle de una ventana

Los ábsides están orientados a levante y están compuestos por dos tramos, uno semicircular al que precede un tramo recto. Se cubren con una bóveda de medio cañón en su tramo recto y de cuarto de esfera en el semicírculo. El ábside central se refuerza en su tramo recto por un arco fajón doblado, con un ligero apuntamiento, descansando sobre columnas con remate de capitel. Los paramentos verticales de los ábsides quedan divididos en tres paños por las impostas lisas que los recorren. En el ábside central se abren tres huecos en aspillera que dan luz y uno en cada absidiolo. Son abocinados y enmarcados por doble arquería de medio punto, que descansaba sobre columnillas rematadas por capiteles labrados, hoy parte de ellas desaparecidas, al igual que la labra de los capiteles. Son tres arquivoltas de medio punto, con molduras que se continúan hasta el alféizar de la ventana. En absidiolo meridional se encuentran restos de una reforma barroca del siglo XVIII, rostos de yesería que cubría su bóveda y pilastras molduradas que cubrían las columnas del arco triunfal.
Exteriormente, el ábside central queda dividido en tres paños por dos semicolumnas adosadas que se rematan con su respectivo capitel labrado. En cada uno de los paños se sitúan las ventanas que, al igual que en el interior, son huecos de aspillera con doble arco de medio punto apoyados sobre finas columnillas con sus capiteles. Los absidiolos, al igual que el ábside, dividen su perímetro exterior en dos paños mediante una semicolumna.
De la nave solo quedan como testigos los restos de las columnas con sus respectivos capiteles que, adosándose al amplio pilar que soporta el arco triunfal, debió servir de soporte a los arcos fajones que cubrían la nave central.

### Planta
El templo presenta la orientación litúrgica habitual, con una ligera desviación (NE 56.º).

De estilo románico de transición al gótico del siglo XII con influencia cisterciense, su planta de diseño similar a la del Monasterio de Bonaval, es prácticamente cuadrada, de tres naves de tramo único, rematadas por ábsides semicirculares.

 Leyenda de la imagen
1. Pórtico Sur; acceso al templo
2. Nave

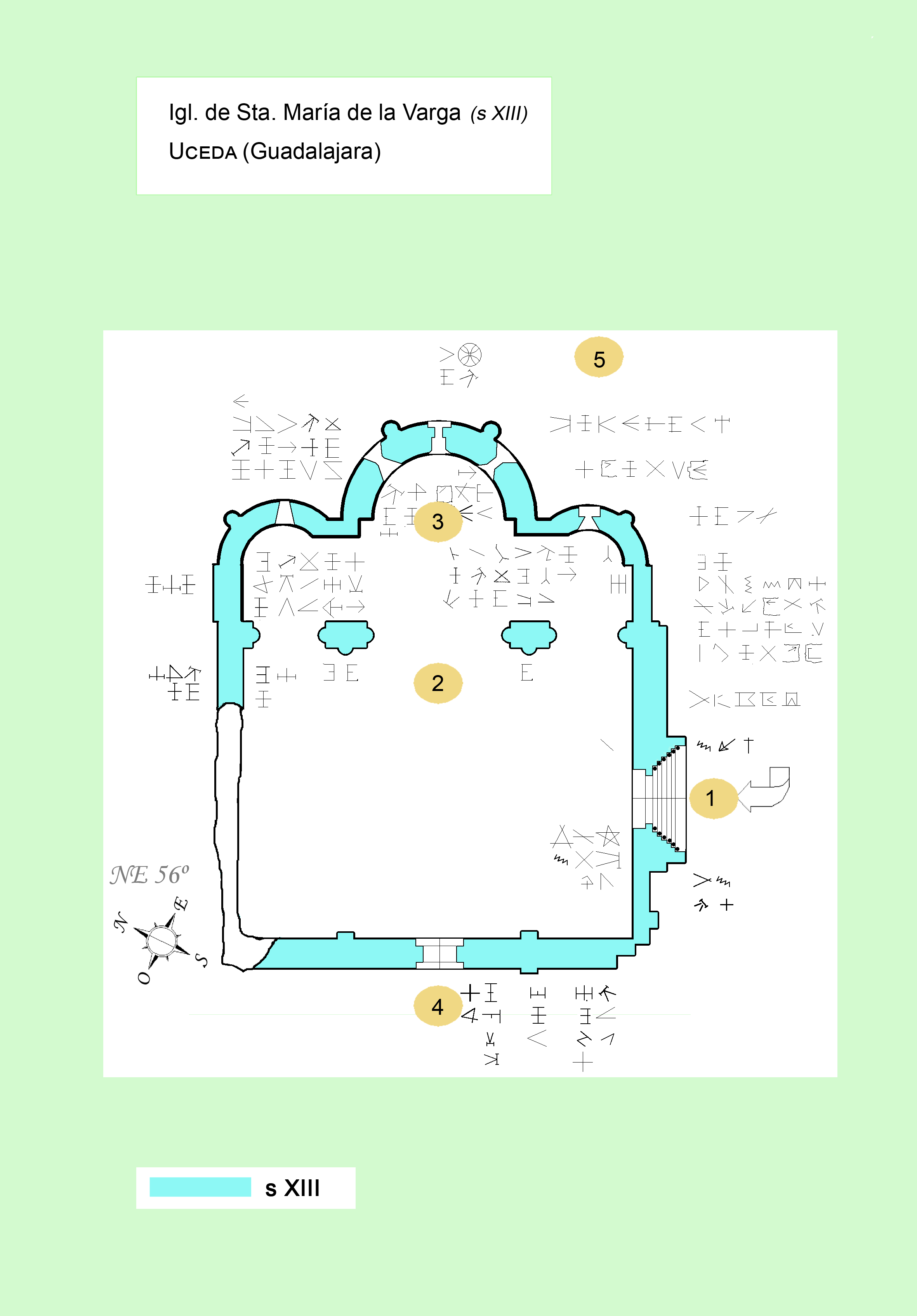
Aprox. a la planta de la Iglesia.
Marcas de cantería.

3. Presbiterio, Altar Mayor y Ábside
4. Pórtico oeste
5. Marcas de cantería

El acceso al templo se efectúa por el pórtico sur (1) que conforma un espacio saliente de la fachada.

Existe un segundo pórtico (4) de factura más sencilla en la fachada oeste.
Las tres naves (2) son de tramo único rematadas con presbiterio (3), comunicadas entre sí mediante arcos de medio punto en el tramo recto y ábsides semicirculares, mayor el central, reforzados por semi-columnas estilizadas adosadas exteriormente.
Fue realizada con sillería caliza blanca de buena calidad.

La fachada norte y el lado norte de la oeste, han sido parcialmente reconstruidas en mampostería.

### Marcas de cantería
Se han identificado un total de 180 signos situados en el interior y exterior del templo.
En, se hace ref a un trabajo del profesor Sanz Bueno, en que cita:
```
«...Algunas marcas de la Varga se repiten en Beleña y Bonaval, como no podía ser de otra manera, ya que son contemporáneos...»

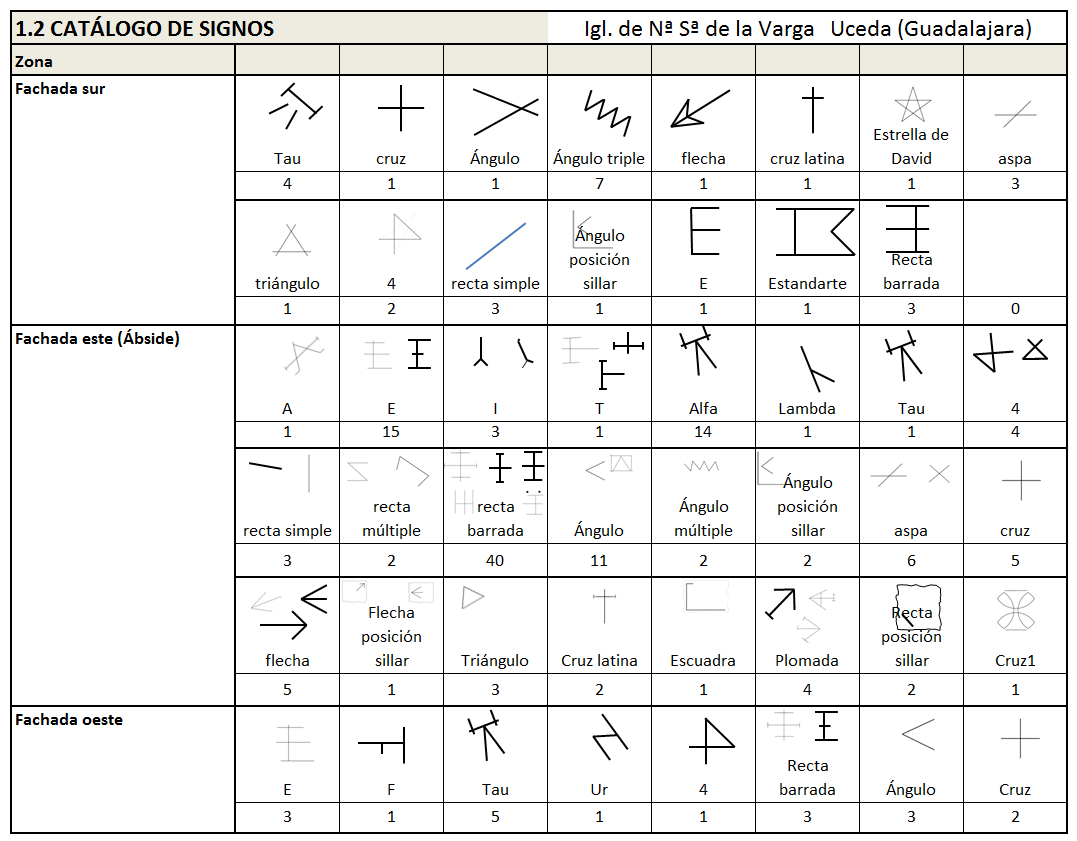
Catálogo de signos de la iglesia de Santa María de la Varga.

```

| Ubicación     | Ubicación    | Tipo   | Tipo     | Tipo       | Tipo        | Tipo  |
| Zona          | Total signos | Normal | Especial | Ideogramas | Inscripción | Otros |
| ------------- | ------------ | ------ | -------- | ---------- | ----------- | ----- |
| Ábside        | 130          | 122    |          | 8          |             |       |
| Fachada sur   | 31           | 28     |          | 3          |             |       |
| Fachada oeste | 19           | 19     |          |            |             |       |